# 第十三代艾爾利伯爵大衛·奧格威
第十三代艾尔利伯爵大卫·乔治·科克·帕特里克·奥格威KT，GCVO，PC，JP（1926年5月17日—2023年6月26日），苏格兰地主、军人、银行家、贵族成员，奥格威爵士夫人雅麗珊郡主的夫兄。1984年至1997年间任宫务大臣，期间亦有兼任蓟花勋章大臣、安格斯郡尉等职务。

## 早年生活与家族
奥格威于1926年5月17日出生于威斯敏斯特，是家中的长子，父亲是第十二代艾尔利伯爵大卫·奥格威，母亲亚历山德拉·玛丽·布里吉特·科克（Alexandra Marie Bridget Coke）是第三代莱斯特伯爵托马斯·科克的女儿。另外，奥格威的教父为乔治五世，而他的弟弟安格斯·奥格威则是一名荣誉爵士以及奥格威爵士夫人雅麗珊郡主的丈夫。
1937年5月12日，奥格威在威斯敏斯特教堂举行的英王喬治六世和伊麗莎白王后加冕儀式担任父亲的青年助理。2022年9月8日，随着儿时好友伊丽莎白二世的去世，奥格威成为了参加这场仪式的人中最后的在世者。
奥格威曾受教于伊顿公学，又曾在德国、马来亚及奥地利效命于
苏格兰卫队，1946年，奥格威被任命为澳大利亚高级专员办事处最高统帅的侍從官。1950年，奥格威离开军队并进入皇家農業大學学习房地产管理。奥格威家族在安格斯拥有一处面积69,000英畝（280平方）的房产，其中的Cortachy城堡及艾尔利城堡属于奥格威名下。除此之外，奥格威在伦敦的车路士亦拥有一处房子，他去世前的时光里便是在这里度过

## 职业

### 商业银行业务
1953年，奥格威加入了施罗德集团，其后在1961年被提升为部门主任，又先后在1973年被任命为Henry Schroder Wagg & Co.的主席、1977年成为施罗德投资的主席。
1968年，奥格威的父亲去世，奥格威正式接任艾尔利伯爵以及奥格威家族主管人。1972年，奥格威入选国际最佳着装榜。

### 王室职业
1984年，奥格威退出施罗德投资并接替了父亲在伊丽莎白王太后时期所担任的宫务大臣一职，其后他进入英國樞密院工作，并又被授予了皇家維多利亞爵级大十字勳章。根据宫务大臣的职责范围，奥格威在这段时间同时也工作于负责皇家維多利亞勳章事宜的办公室。
奥格威上任之前，宫务大臣原本主要负责典礼事务且是非执行性质，而奥格威上任之后，宫务大臣被调整为了典礼事务的总执行人。1990年代初，奥格威在一个名叫“The Way Ahead Group”的集团的赞助下开始推动变革，根据计划，女王同意开始交税，王室同意了在公共补贴的问题上提高透明性以及更进一步注重公共关系。
1986年。奥格威制定了一份1,393页的报告，为提高王室运作顺利性提出了188条变革方案。
1985年11月29日，奥格威被指定为苏格兰蓟花勋章的骑士，1987年，奥格威被任命为一般事故性火灾和生命保障公司（General Accident Fire and Life Assurance plc）主席。1989年，奥格威由安格斯副郡尉（自1964年起担任）过渡为郡尉。
在担任宫务大臣期间，奥格威经历了王室的诸多动荡，例如伊丽莎白二世治下的多事之秋（1992年，该年发生了温莎城堡火灾等事件），又先后见证了威尔士王子和王妃、約克公爵和夫人的离婚以及1997年8月的威尔士王妃戴安娜之死。1997年，奥格威从宫务大臣任上退休，并被授予皇家維多利亞鏈章以及任命为长期宫廷侍从。

## 晚年

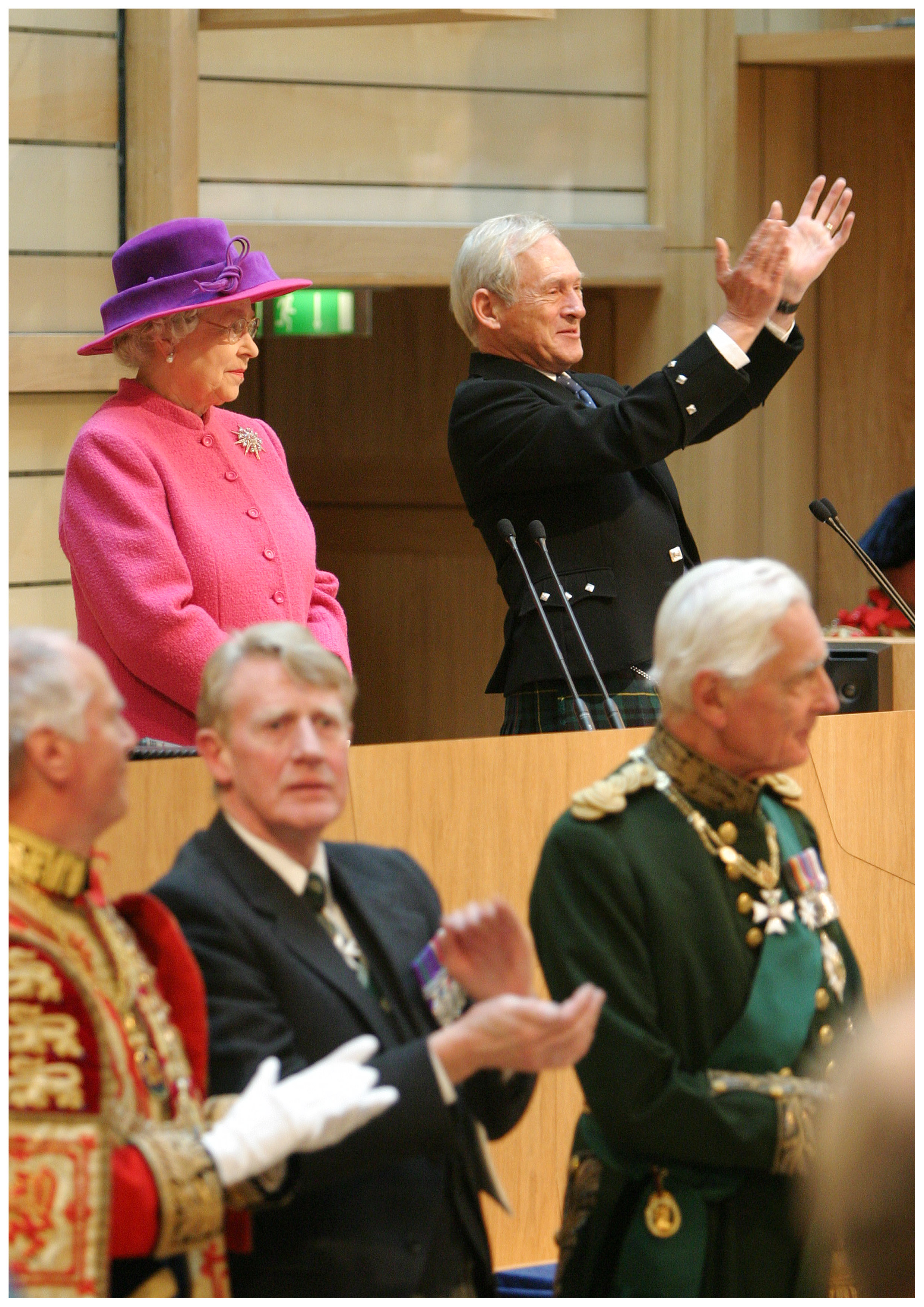
2004年10月新苏格兰议会大楼开幕式上的奥格威（时任皇家弓箭手连将官）

奥格威的祖居为泰赛德区的Cortachy城堡， 位于安格斯基里繆爾的古老自治区域附近。该城堡作为奥格威家族的居所已有500多年历史。不过奥格威与妻子于2014年携他们的长子搬出了这座城堡，城堡管理权仍归长子所有，日后亦将由他入住。2007年9月4日，原蓟花勋章办公室成员第九代巴克卢公爵约翰·斯科特去世，奥格威于11月13日受命接替，此后一直任职到去世。
1994年亞伯泰丹地大學成立后，奥格威被校方定为首任名誉校长。另外，奥格威亦有担任苏格兰地区女王护卫队皇家弓箭手连的将官。
2022年9月，奥格威出席了女王伊丽莎白二世的国葬。2023年5月，奥格威又出席了查爾斯三世和卡蜜拉王后的加冕禮。经作家雨果·维克斯（Hugo Vickers）总结，奥格威是最后一位在世的最近三次加冕礼（1937年、1953年、 2023年）都曾参加过的成员。
2023年6月26日，奥格威在伦敦的家中去世，葬礼于7月6日在Cortachy城堡举行。奥格威生前曾担任过苏格兰童军会的主席，根据他的遗愿，来自童军会的代表也出席了他的葬礼，并在他的灵柩运往当地墓园时列队送葬。2023年11月15日，在皇家車路士醫院的小教堂内举行了一场奥格威的追悼会，查爾斯三世和卡蜜拉王后均有到场参加。

## 个人生活
1962年10月23日，在伊丽莎白王太后和玛嘉烈公主的见证下，奥格威与维吉尼亚·福琼·莱恩（Virginia Fortune Ryan）于威斯敏斯特圣玛格丽特教堂举行婚礼，后者是伊丽莎白二世的卧房侍女，是第一位美国籍的宫廷女侍，此前她的祖母艾尔利女伯爵玛贝尔·奥格威亦是特克的玛丽的卧房侍女。奥格威夫妇一共生有六个孩子：
- 杜恩·玛贝尔·奥格威（Lady Doune Mabell Ogilvy，1953年8月13日—） ，于1977年4月16日与男爵赫里沃德·查尔斯·韦克（Hereward Charles Wake）结婚，后于1995年7月离婚。
- 简·福琼·玛格丽特·奥格威（Lady Jane Fortune Margaret Ogilvy，1955年6月24日—），于1980年8月30日结婚，婚姻也不美满。
- 第十四代艾尔利伯爵大卫·约翰·奥格威（David John Ogilvy, 14th Earl of Airlie，1958年3月9日—），先于1981年与第三代羅瑟米爾子爵維爾·哈姆斯沃斯（英语：Vere Harmsworth, 3rd Viscount Rothermere）之女结婚，其后于1990年离婚，并在第二年再婚，仍不美满。
  - 奥古斯塔·阿玛迪斯·卡罗琳·奥格威（Lady Augusta Amadeus Caroline Ogilvy，1981年—）
  - 奥格威伯爵大卫·赫克斯利·奥格威（David Huxley Ogilvy, Lord Ogilvy，1991年—）
  - 尊敬的约瑟夫·斯基恩·奥格威（The Hon. Joseph Skene Ogilvy，1995年—）
  - The Hon. Michael Móir Ogilvy（1997年—）
- 尊敬的布鲁斯·帕特里克·马克·奥格威（The Hon. Bruce Patrick Mark Ogilvy（1959年4月4日—）
- 伊丽莎白·克莱门蒂娜·奥格威（Lady Elizabeth Clementina Ogilvy，1965年6月4日—）
- 尊敬的帕特里克·亚历山大·奥格威（The Hon. Patrick Alexander，1971年3月24日）

## 流行文化
在2006年的电影《英女皇》中，奥格威由演员道格拉斯·瑞思饰演，片中他的职位为宫务大臣，并安排了威尔士王妃戴安娜的葬礼。在电视剧《王冠》的第五季中，演员马丁·特纳（Martin Turner）扮演了奥格威，片中奥格威是查尔斯三世（多米尼克·韦斯特饰演）与王妃戴安娜（伊莉莎白·戴比基饰演）离婚的安排人。特纳后来在第六季里又一次扮演了奥格威，在片中负责制定戴安娜的葬礼以及伦敦桥行动的计划。

## 荣誉
|  |  |  |  |
|  |  |  |  |
|  |  |  |  |

| 国家         | 日期           | 勋章名称                                 | 图案 | 勋衔 | 备注                 |
| ------------ | -------------- | ---------------------------------------- | ---- | ---- | -------------------- |
| 英国         | 1937年5月12日  | 喬治六世國王加冕獎章                     |      |      | [ 22 ]               |
| 英国         | 1953年6月2日   | 伊利沙伯二世加冕獎章                     |      |      | [ 22 ]               |
| 英国         | 1977年2月6日   | 伊利沙白二世銀禧獎章                     |      |      | [ 22 ]               |
| 英国         | 1981年5月11日  | 四等耶路撒冷圣约翰医院德望崇隆荣誉团勋章 |      | OStJ | 1996年升至二等第一阶 |
| 英国         | 1984年12月7日  | 皇家維多利亞大十字骑士勳章               |      | GCVO | [ 8 ] [ 22 ]         |
| 苏格兰、英国 | 1985年11月29日 | 最古老与最高贵的蓟花骑士勋章             |      | KT   | [ 10 ] [ 22 ]        |
| 葡萄牙       | 1993年4月27日  | 殷皇子大十字勳章                         |      | GCIH |                      |
| 英国         | 1996年2月6日   | 耶路撒冷圣约翰医院德望崇隆荣誉团骑士勋章 |      | KStJ |                      |
| 英国         | 1997年12月19日 | 皇家維多利亞鏈章                         |      |      | [ 13 ] [ 22 ]        |
| 英国         | 2002年2月6日   | 伊利沙白二世金禧獎章                     |      |      | [ 22 ]               |
| 英国         | 2012年2岳6日   | 伊丽莎白二世鑽禧紀念章                   |      |      |                      |
| 英国         | 2023年5月6日   | 查爾斯三世加冕獎章                       |      |      |                      |
| 英国         |                | 防衛獎章                                 |      |      | [ 22 ]               |
| 英国         |                | 1939年至1945年戰爭獎章                   |      |      | [ 22 ]               |
| 英国         |                | 一般服务奖章                             |      |      | [ 22 ]               |